# Pier Cantamessa
Pier Cantamessa (1935 Mónaco - 2012 Buenos Aires ) fue un pintor, músico y creador de múltiples facetas. Estudió ingeniería en la Universidad de Buenos Aires, música con Arturo Luzzatti y pintura con Emilio Pettoruti Realizó cortometrajes y compuso obras musicales en el Instituto Di Tella. Fue profesor de matemáticas de Federico Peralta Ramos, quien alguna vez lo calificó como “mi único interlocutor válido”. 

## Su vida y obra
Nacido en Mónaco, anotado en Rímini, ciudad donde transcurre su primera  infancia, a los diez años emigra junto con sus padres a la Argentina. Se instalaron en Almagro, barrio porteño en el que Pier vivió el resto de su vida. 
Cursó Física y Matemática en la Universidad de Buenos Aires. Estudió ingeniería pero abandonó sus estudios a dos materias de recibirse, lo que no impidió que, en la década del setenta, los ingenieros encargados de la extensión de la línea E del subterráneo acudieran a él como perito. Amante de la ópera, estudió violoncello y composición, pero fue la pintura la pasión que lo acompañó durante toda su vida.  
Desde su temprana juventud se volcó de lleno a la tarea de pintor. Desarrolló un inconfundible sello personal para plantear temáticas complejas y metafísicas con una técnica absolutamente propia. Barroco y detallista, sus cuadros son un espectáculo de formas y colores: engranajes, ruedas, círculos, cabezas y piernas extrañamente articuladas, robots, terroristas, fantasmas, fórmulas matemáticas, cabalística, metarretratos.  
Los títulos de sus obras son grandes protagonistas: “Cantante de ópera que cuando interpreta la Reina Mab cree que tiene dos tíos en Bolivia“ o en “Robot con apariencia de Arlequín que investiga las singulares costumbres de los fallecidos en accidentes de tráfico”. Formó parte del Centro Latinoamericano de Altos Estudios Musicales del Instituto Di Tella, CLAEM. Participó de los desarrollos pioneros de la música electrónica junto a Francisco Kröpfl.  Compuso la música para "La Orestiada y/o El sombrero de Tristan Tzara". Puesta aleatoria en 21 ejercicios "Teatro del despojamiento" dirigida por Ruben De Leon, con textos de Carlos Espartaco y Martin Micharvegas. Realizó  el cortometraje “Sol sobre  cemento”, escribió guiones y también dirigió cine. 
Participó de manera lateral del movimiento de “pintores abstractos”, formado por Rómulo Macció, Clorindo Testa, Josefina Robirosa, Kasuya Sakai, Marta Peluffo, Osvaldo Borda, Victor Chab. Forjó amistad con los artistas que concurrían al Instituto Di Tella, como Marta Minujín, quien le dedicó un ensayo publicado por la revista Le Cirque, en 1984. Juntos participaron de diversas performances. 
Entre los años 1975 y 1980 trabajó para Celulosa Argentina mientras continuaba abocado a la pintura. Desarrolló diversas obras donde incluyó su trabajo, así como una serie de gags con los que divertía a sus colegas. 
En el año 1999 organizó, junto a su gran amigo Pedro Roth, un “Taller Dantesco” en la Biblioteca Nacional y en el Centro Cultural Bernardino Rivadavia de la ciudad de Rosario, en el que analizaban la Divina Comedia. El curso estaba dirigido a fotógrafos profesionales y gozó de amplia difusión pública.  
La singularidad de su obra llevó a que Leonardo Chert, en su estudio crítico de 1982 para Dirigencia titulado “Magia y Alquimia”, afirmara que Cantamessa era capaz de “pintar a oscuras la dimensión mágica de la realidad”. Más adelante, en 1996, Rodolfo Modern escribiría “Pier Cantamessa, una categoría aparte”, destacando las peculiaridades de una estética propia.  
Su particular concepción del arte lo llevó a alejarse de los pintores de su época para profundizar una búsqueda solitaria comprometida únicamente con su práctica, a la cual dedicaba la mayor parte de sus días. Reafirmaba su convicción en la pintura hacia dentro.  
Muchas de sus obras contienen o llevan por título frases enigmáticas, sorprendentes o humorísticas: "personaje genuinamente maorí que no puede reformar las leyes que regulan la composición de la corte suprema de máscaras” o "meta-retrato del poeta Macedonio Fernández en el año del 100º del nacimiento de M. Duchamp". Las bromas, el chiste en la obra y la vida de Pier Cantamessa ocupaban un lugar privilegiado. La utilización del epigrama, la frase ocurrente  o la boutade eran parte de una larga conversación con su amigo Federico Manuel Peralta Ramos, quien le decía: “vos sos un gurú, porque sos maestro de ser feliz en la desesperación“. 
Increíblemente prolífico, para Pier Cantamessa pintar era una necesidad vital, “no puedo vivir sin pintar”, repetía hasta el cansancio. Él mismo se definía como “alguien que nunca existió; con este fondo metafísico veo un ser capaz de mantener una emoción al estado puro, un ser capaz de “cometer“ muchas situaciones equivocadas con el cerebro, pero ninguna con el corazón; en fin, alguien cuya relación con el mundo provoca una sensación cuyo nombre habría que inventar …”. 
En los  borradores de una carta nunca enviada a la Pollock-Krasner Foundation, fechada probablemente en 1986 y escrita por sugerencia del artista plástico Luis Felipe Noé, Pier Cantamessa declara 9000 obras de su autoría. En la misma misiva se lamenta de que sus primeros 700 u 800 cuadros y esculturas se perdieron junto con otras 100 obras, 15 años antes de escribir aquellas líneas. 
En el año 2006 realizó su última exhibición, una retrospectiva en el Centro Cultural Recoleta. Hacia el final de su vida retomó la música, entrenó una jauría de perros cantores para su pieza Los Tres Propiciadores. 
Pier Cantamessa tuvo astigmatismo y miopía durante toda su vida. En los últimos años sufrió el desprendimiento de la retina del ojo izquierdo, padecía visión doble y su ojo derecho comenzó a debilitarse. Fue intervenido quirúrgicamente con el objetivo de colocarle un lente intraocular. A pesar de todo siguió dibujando hasta el final de su vida. Falleció en Buenos Aires en el año 2012.  
La profusa producción de Cantamessa  se sirvió de  diversos medios: dibujos sobre hoja blanca, marcador y técnicas mixtas, collages, tintas, aerógrafo sobre papel, oleos, acrílicos, murales. Su obra completa aún está siendo clasificada y estudiada por la Fundación Pier Cantamessa.

## Exposiciones individuales
1954  PrimeraExposición de Arte sacro. 
1961  Galería  Rioboo, “Collages, tintas y témperas.”  Florida 948  2 a 16 de octubre. Auspiciado  por el Museo de Arte Moderno
1962  Galeria  Vincent.  La “Serie Apocalíptica” Exposición de collages, del 14 al 28 de agosto de 1982  Galería Van Riel. Pintura y dibujo, del 20 de sept  15 de octubre de 1985  GaleríaVivir el Arte,  VEA. Thames  1442 15 de abril al 4 de mayo de 1985  Galería Tema, tintas,del 16 al 4 de noviembre de 1986 Galeria Centoira  (11 a 28 de junio )
1989 Galeria Van Riel.Del 11 al 29 de abril de 1989 Galería Centoira, del 12  al 29 de julio de 1991 Retrospectiva en las 5 Salas del CAYC, Centro  de Arte y Comunicación,. Dibujos, del 7 de noviembre al 7 de diciembre , organizada  por Jorge Glusberg
1999 Golem. Galeria Tema , del 2 al 20 de octubre de 1996  Galería Van Riel, del 9 de abril al 4 de mayo. Catálogo escrito por Leonardoi  Prati Rioboo
2006  Espacio de Arte Arguibel,  12 de octubre.  Curadores Pedro Roth y Lotty Inchauspe
2006  Caos en Robotlandia , Centro Cultural Recoleta

## Muestras colectivas
1952 Galería Comte. Témperas, oleos y tintas. Organizada por Rafael  Squirru.
1955 Muestra de Arte Italiano 
1960 Salón de Rosario
1962 Muestra  estival  de Arte Moderno,  a beneficio del servicio de voluntarios para hospitales. Martinez Shopping Center,  2 de diciembre de 1963 Pintura Argentina en Lima (Perú) 
1965 Exposición Ciclo Italiano.  Pintura, Escultura y Artesanía. Círculo Militar 
1983  “Anticipos ”. Muestra  colectiva en  Galería Tema, Pier Cantamessa y otros 12 artistas.Del 27 de julio al 15 de agosto de 1984 Premio Fortabat. Del 7 al 25 de noviembre  en el Museo Nacional de Bellas Artes. Participan: Marta Minujin, Carlos Bissolino, Pier Cantamessa, Ernesto Deira, Nora Correas, Alberto Heredia, y otros. 
1985 Pintura Argentina para Skopje (Yugoslavia.)  Municipalidad de Buenos Aires, Secretaría de Cultura  
1985 El Cometa Halley, Galería VEA  
1986 Galeria Tema.  Cinco  artistas de Buenos Aires  Pier Cantamessa, Clorindo Testa, Enio Iommi, Federico Manuel Peralta Ramos y  Enrique Bailari
1986 Pintura Argentina Contemporánea. Muestra organizada por Raúl Santana auspiciada por el Consulado Argentino, Colonia del Sacramento, Uruguay, 25 de marzo de 1986 Premio Tres Arroyos. Academia  Nacional de Bellas Artes. Los 10 artistas finalistas exponen en  Galería Velázquez  
1986  invitado a la 2.ª Bienal Internacional de  La Habana  
1987 “Limpiarte” Muestra  colectiva  Artistas de Almagro exponen en  el Laverap,  esq de Sarmiento y Mario Bravo. Mildred Burton, Pier Cantamessa , Victor Chab, Jesus Marcos , Alex Mitia , Pedro Roth y Juliano Borobio, organizada por Juan Andralis. 
1996 “Visions of the Millenium”,  The Ocean Gallery,  Los Angeles , 23 de agosto a 30 de septiembre. Curadora Sheila Johnson Harrods en el Arte  
Libros de artistas  Museo Sivori 
Espacio Giesso /Reich,  Cochabamba 37, Arte BA  Stand 17. Grupo Cruz del Sur (Pedro Roth, Lotty Inchauspe, Pier Cantamessa, Juliano Borobio). 
Primera Muestra  “ El arte en la gastronomía “Plaza Hotel  19 de noviembre. A beneficio de la Asociación Amigos de Bellas Artes  
2002  “Golem”, 3 de octubre.  Exposición y espectáculo multimedia en la Academy of Arts, Architecture and Design Praga, República Checa.

## Premios
1962  Gran Premio Ver y Estimar.  3er Premio 
1962   XI Salón del  Dibujante de la Argentina, Premio la Prensa
1963   Salón S.H.A.  1er Premio 
1983 Tercer Premio muestra plástica del Colegio  Mehitarista  armenio
1984 Seleccionado para el Premio de Pintura de la Fundación Fortabat. Museo Nacional de Bellas Artes
1985 Primera Bienal de Artes Plásticas de Sociedades Armenias. Primera Mención en Pintura
1989 Premio  Fortabat , finalista 
1993 Premio  Gunter, finalista

## Cursos y talleres de creatividad
1985 VEA, Vivir el Arte,  Actividades 
1995 y 1996  Cursillo  orientativo  teórico-plástico “Hacia la liberación creativa”.Museo Eduardo Sívori 
1997   ”Liberación de la creatividad,” Escuela Nacional de Bellas Artes ,Prilidiano Pueyrrredón , IUNA 
1999  “Taller  Dantesco” muestra fotográfica de los trabajos realizados por los alumnos . Curadores Pedro Roth y Pier Cantamessa  
2000   Ciclo La divina Comedia, Experiencia Multidisciplinaria-coordinación Pedro Roth y Pier Cantamessa   Muestra  “El Infierno”. Sala Renacimiento.  Blvd Oroño 1160, Ciudad de Rosario.  
Ciclo “La Divina Comedia, Experiencia Multidisciplinaria””  Centro Cultural Bernardino Rivadavia, esponsoreado por el  Consolato Generale  d‘Italia , ciudad de  Rosario.  
1995 y 1996  Cursillo  orientativo  teórico-plástico “Hacia la liberación creativa”. Museo Eduardo Sívori
- Datos: Q85876420